# 罗利宫殿体系
罗利宫殿体系（義大利語：Palazzi dei Rolli）是位於義大利北部熱那亞的一大片建築群，主要集中于加里波第街和巴尔比街。羅利宮包括了熱那亞歷史上眾多大家族的豪宅，體現了當時的生活風景和建築水準。最早的羅利宮修建於1576年，之後其歷史持續了大約300年的時間。2006年，羅利宮被聯合國教科文組織列入世界文化遺產。
罗利宫殿体系包括下列42座建筑:
- 帕拉维奇尼-坎比亚索宫，加里波第街1号
- 潘塔雷奥·斯皮诺拉宫，加里波第街2号
- 莱尔卡里-帕罗迪宫，加里波第街3号
- 卡雷加-卡塔尔迪宫，加里波第街4号
- 安杰洛·乔瓦尼·斯皮诺拉宫，加里波第街5号
- 吉奥·巴蒂斯塔·斯皮诺拉宫，加里波第街6号
- 执政官宫，加里波第街7号
- 卡塔内奥·阿多诺宫，加里波第街8-10号
- 多利亚-图尔西宫，加里波第街9号
- 白宫，加里波第街11号
- 巴尔达萨雷·洛美里尼宫，加里波第街12号
- 红宫，加里波第街18号
- 贾科莫·洛美里尼宫，造币所广场2号
- 巴托洛梅奥·洛美里尼宫，造币所广场4号
- 洛美里尼-多里亚·兰巴宫，卡伊罗利街18号
- 都拉佐-帕拉维奇尼宫，巴尔比街1号
- 吉奥·弗朗切斯科·巴尔比宫，巴尔比街2号
- 巴尔比-塞纳雷加宫，巴尔比街4号
- 弗朗切斯科·玛利亚·巴尔比·比奥维拉宫，巴尔比街6号
- 热那亚王宫，巴尔比街10号
- 贝林姆鲍宫，圣母领报广场2号
- 尼科洛·洛美里尼宫，圣母领报广场5号

## 外部連結
- （页面存档备份，存于） Official website of the Rolli and Nuove Strade of Genoa - World Heritage Site

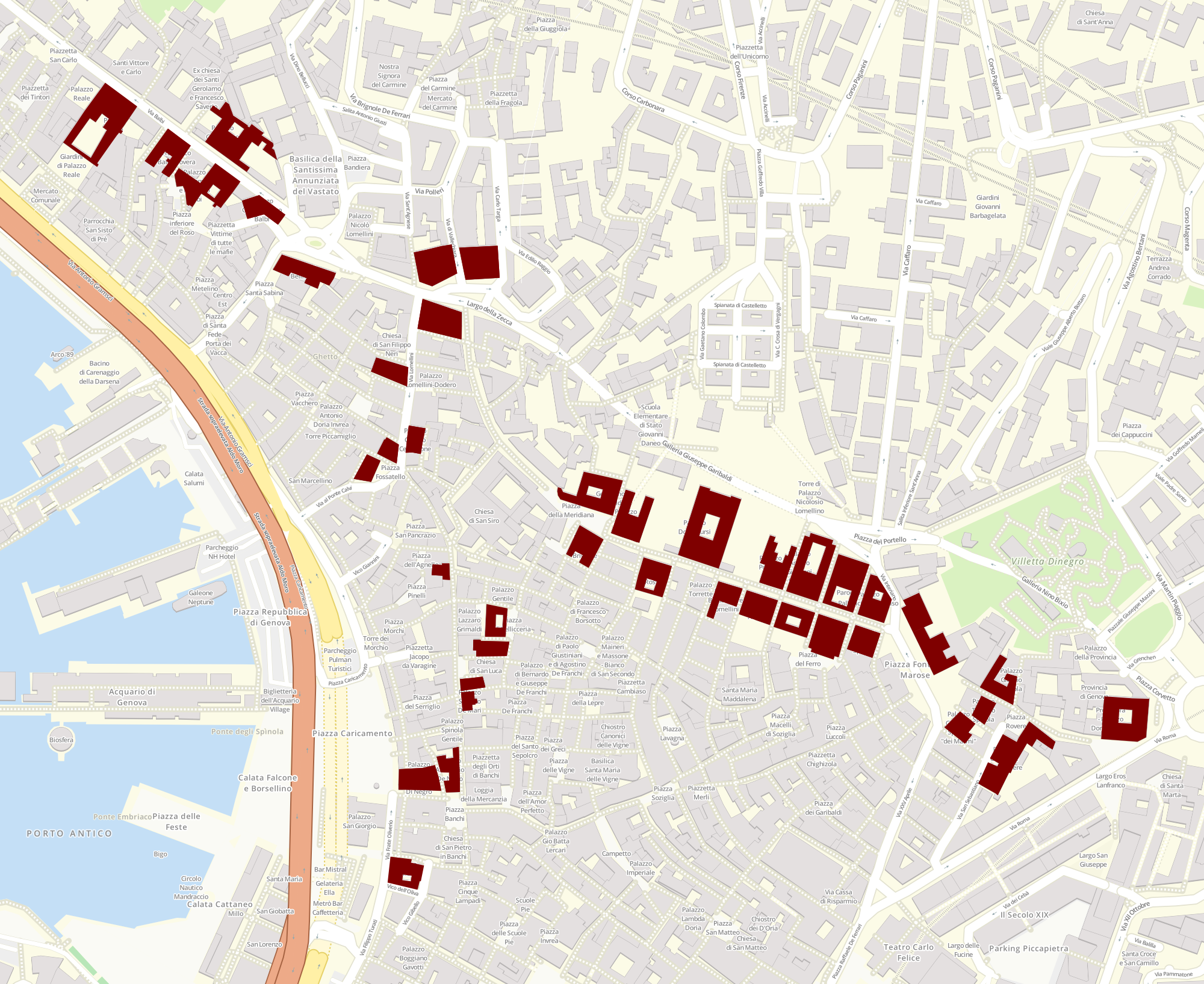
罗利宫殿体系分布地图

- （页面存档备份，存于） "Palazzi dei Rolli" di Genova - Unesco World Heritage
- （页面存档备份，存于） Rolli of Genoa
- Insight
- Process of inclusion among World Heritage Sites
- The reasons for granting UNESCO status （页面存档备份，存于）